# Jean-Yves Chabod
Pour les articles homonymes, voir Chabod.
Jean-Yves Chabod est un homme politique vanuatais.

## Biographie
Il entre au Parlement de Vanuatu en remportant l'élection législative partielle du 15 avril 2014 dans la circonscription de Port-Vila, due à la mort du député et ministre de l'Intérieur Patrick Crowby. Avec un taux de participation de seulement 35,9 %, Jean-Yves Chabod -le candidat de la Confédération verte, le parti du Premier ministre Moana Carcasses- devance de quelques dizaines de voix seulement les candidats Andrew Napuat (parti Terre et Justice) et Levi Tarosa (Vanua'aku Pati). Il siège comme simple député de la majorité parlementaire.
Reconnu coupable de corruption avec quatorze autres députés de la majorité en 2015, il est condamné à trois ans de prison fermes, ainsi qu'à une peine d'inéligibilité de dix ans, et perd de ce fait son siège au Parlement,,. Il bénéficie d'une libération conditionnelle en avril 2017,, mais en 2018 est condamné à une nouvelle peine de prison pour tentative d'entrave à la justice, pour avoir sollicité et obtenu en 2015 une grâce présidentielle de la part du président du Parlement, Marcellino Pipite, qui était lui-même l'un des condamnés et n'était pas habilité à l'accorder,,.
Il est gracié par le président de la République Tallis Obed Moses en juillet 2020. En septembre 2021 il devient le vice-président de la Confédération verte, sous la présidence de Silas Yatan.